# Mihele
Mihele – wieś w Słowenii, w gminie Hrpelje-Kozina. 1 stycznia 2017 liczyła 33 mieszkańców.